# A. J. Cole III
(en) Statistiques sur pro-football-reference
A. J. Cole III, né le 27 novembre 1995 à Atlanta en Géorgie, est un joueur professionnel américain de football américain. 
Il joue au poste de punter pour la franchise des Raiders d'Oakland puis de Las Vegas dans la National Football League (NFL) depuis 2019.

## Biographie
Cole effectue sa carrière de joueur universitaire avec le Wolfpack de North Carolina State. Non-drafté, il rejoint les Raiders d'Oakland à leur camp d'entrainement en 2019. En pré-saison, il est meilleur que le punter titulaire lors de la saison précédente, Johnny Townsend (en), et devient titulaire. Il est alors aidé par le fait que l'équipe doit faire de la place dans l'effectif pour remplacer des joueurs blessés. Les Raiders se séparent de Townsend avant le début de la saison. Cole se développe alors comme un punter puissant et constant. Il met le ballon régulièrement à l'intérieur de la ligne des 20 tout en évitant les touchbacks. Ceci lui permet d'être nommé au Pro Bowl et dans la première équipe All-Pro à la fin de la saison 2021. En 2022, il est de nouveau participant au Pro Bowl Game, cette fois en remplacement de Tommy Townsend, le frère de Johnny Townsend, qui se désiste des activités pour se préparer au Super Bowl LVII.